# ECC-geheugen
Error-correcting code memory, afgekort ECC-geheugen, is werkgeheugen dat met behulp van foutdetectie en -correctie, dus met een error correction code kan ontdekken of een geheugenplaats een andere waarde bevat dan toen de waarde daar werd opgeslagen. Zo worden fouten, wordt internal data corruption tegengegaan. Wanneer hiervoor de (11,7)-Hammingcode wordt gebruikt, wordt het als er twee bits in een ECC-geheugenblok fout zijn gedetecteerd. Als er één bit fout is, dan wordt dit gecorrigeerd.